# Bojarka
Bojarka (in ucraino Боярка?; in russo Боярка?) è una città  dell'Ucraina (34 394 abitanti) situata nel distretto di Fastiv, nell'oblast' di Kiev. Ospita l'amministrazione della comunità territoriale di Bojarka, una delle comunità territoriali dell'Ucraina.
Fino al 18 luglio 2020 Bojarka faceva parte del distretto di Kiev-Svjatošyn, abolito come parte della riforma amministrativa dell'Ucraina, che ha ridotto a sette il numero dei distretti dell'oblast' di Kiev. L'area del Distretto di Kiev-Svjatošyn è stata suddivisa fra il distretto di Buča, il distretto di Fastiv e il distretto di Obuchiv e Bojarka è stata trasferita al distretto di Fastiv.